# Pingdu
Pingdu (平度市S, PíngdùP) è una città-contea della Cina, situata nella provincia dello Shandong e amministrata dalla prefettura di Tsingtao.